# Superstar (Marina)
Superstar è un singolo della cantautrice britannica Marina, pubblicato il 1º marzo 2019 come terzo estratto dal suo quarto album in studio Love + Fear.
Il brano è presente anche in versione acustica nell'EP successivo alla pubblicazione dell'album, Love + Fear (Acoustic), pubblicato in download digitale il 13 settembre 2019.

## Tracce
Download digitale/streaming/CD promozionale
1. Superstar – 3:54 (Ben Berger, Ryan McMahon, Ryan Rabin, Marina Diamandis, Sam de Jong)

## Video musicale
Un lyric video è stato pubblicato in concomitanza con l'uscita del brano come singolo sul canale YouTube dell'artista e vede quest'ultima fluttuare in acqua vestita con un abito nero.
Il video della versione acustica del brano è stato caricato sul canale YouTube il 13 settembre 2019. Diretto dal fotografo statunitense Nikko LaMere e pubblicato in concomitanza con l'uscita dell'EP, è il primo dei tre video musicali girati per promuovere il progetto acustico. Il video è ambientato in una stanza poco illuminata e vede alternarsi scene in cui la cantante è in piedi e danzante ad altre in cui è sdraiata sul pavimento, sul quale viene proiettato il riflesso dell'acqua per dare l'illusione che si trovi sott'acqua.